# اوله شوچنکو (بازیکن فوتبال، زاده ۱۹۸۸)
اوله شوچنکو (اوکراینی: Шевченко Олег Євгенович؛ زادهٔ ۲۳ آوریل ۱۹۸۸) بازیکن فوتبال اهل اوکراین است.